# Santa Maria de Jetibá
Santa Maria de Jetibá is een gemeente in de Braziliaanse deelstaat Espírito Santo. De gemeente telt 33.921 inwoners (schatting 2009).
De gemeente grenst aan Santa Leopoldina, Santa Teresa, Itarana, Domingos Martins en Afonso Cláudio.